# ATC kod N04
ATC kod N04 Antiparkinsonski lekovi su terapeutska podgrupa sistema za anatomsko terapeutsko hemijsku klasifikaciju. Ovaj sistem alfanumeričkih kodova je razvio  za klasifikaciju lekova i drugih medicinskih proizvoda.  Podgrupa N04 je deo anatomske grupe N Nervni sistem.

Kodovi za veterinarsku upotrebu (ATCvet kodovi) se mogu formirati stavljanjem slova Q ispred humanih ATC kodova: QN04... 
Nacionalna izdanja ATC klasifikacije mogu da obuhvataju dodatne kodove koji nisu prisutni na ovoj listi.

##N04A Antiholinergičkiagensi

###N04AA Tercijarni amini
Triheksifenidil
 Biperiden
 Metiksen
 Prociklidin
 Profenamin
 Deksetimid
 Fenglutarimid
 Mazatikol
 Bornaprin
 Tropatepin

### Etrikoji su hemijski bliskiantihistaminima
Etanautin
 Orfenadrin (hlorid)

### Etri koji sutropiniili derivati tropina
Benzatropin
 Etibenzatropin

## Dopaminergičniagensi

###N04BA Dopa i derivati dope
Levodopa
 Levodopa i inhibitor dekarboksilaze
 Levodopa, inhibitor dekarboksilaze i  inhibitor
 Melevodopa
 Melevodopa i inhibitor dekarboksilaze
 Etilevodopa i inhibitor dekarboksilaze

###N04BB Derivatiadamantana
Amantadin

### Dopaminski agonisti
Bromokriptin
 Pergolid
 Dihidroergocriptin mezilat
 Ropinirol
 Pramipeksol
 Kabergolin
 Apomorfin
 Piribedil
 Rotigotin

###N04BD Inhibitori monoaminske oksidaze B
Selegilin
 Rasagilin

###N04BX Drugi dopaminergijski agensi
Tolkapon
 Entakapon
 Budipin